# 武田信之助
武田 信之助（たけだ しんのすけ、1898年（明治31年）6月1日 - 1982年（昭和57年）2月20日）は、日本の政治家、実業家。衆議院議員。

## 経歴
埼玉県入間郡三芳村（現:三芳町）で武田徳太郎の長男として生まれる。北海道庁立空知農業学校（現在の北海道岩見沢農業高等学校）で学んだ。
東鷹栖村長、北海道会議員、同参事会員、大政翼賛会北海道協力会議員、北海道庁事務官・石狩支庁長、北海道公共需品社長、北海道興業社長、富士商事社長、伊勢神宮評議員、旭川北部農業協同組合長、旭川農業共済組合長などを務めた。
1946年4月、第22回衆議院議員総選挙において日本自由党所属で北海道第二区から出馬して当選し、同党幹事を務めるが、1947年に公職追放となる。追放解除後、1952年10月の第25回総選挙において自由党公認で北海道第二区から出馬したが落選。1953年4月、第26回総選挙において自由党所属で北海道第二区から出馬し再選され、同党幹事に就任し、衆議院議員を二期務めた。1955年2月の第27回総選挙で落選した。落選後、1959年4月の旭川市長選挙に立候補したが、自由民主党公認で現職の前野与三吉に敗れ、落選した。